# كيث مارتن بال
كيث مارتن بال (بالإنجليزية: Keith Martin Ball)‏ هو رياضياتي بريطاني، ولد في 26 ديسمبر 1960 في نيويورك في الولايات المتحدة.